# Qarayusifli
Qarayusifli è un comune dell'Azerbaigian situato nel distretto di Bərdə. Conta una popolazione di 1 138 abitanti.